# Mabel Rivera Salinas
Mabel Rivera Salinas  (Corocoro, 1934 -  La Paz, 21 de mayo de 2015), fue una pionera en el teatro infantil televisivo y el desarrollo del teatro profesional en Bolivia. Su obra formativa influyó en generaciones de actores y espectáculos. Además, visualizó el teatro como una herramienta de identidad cultural, promoviendo la formación artística en niños y adultos a lo largo de más de cuatro décadas.

## Biografía
Mabel Rivera Salinas nació en 1934 en Corocoro, municipio en el que su padre, Juan José Rivera, era ingeniero de minas químico, mientras que su madre, Olga Salinas, se dedicaba a la pintura y la declamación. En este municipio dedicado a la minería, estudió en la escuela Vicenta Juaristi Eguino. Junto a sus seis hermanos menores se trasladó a La Paz, cuando falleció su madre. En esta ciudad realizó sus estudios secundarios en el colegio Sagrados Corazones.
Durante su juventud se formó en declamación en el Conservatorio Nacional de Música, bajo la dirección de Carmen Caba, esposa de Eduardo Caba. También estudió arte escénico y declamación en la academia Gregorio Reynolds y tomó varios cursos de teatro dictados por directores como Sergio Arrau, Melva Zárate, Jorge Haker y expresión corporal con María Fux. En la faceta de declamadora, dio recitales y viajó por el país.
Estuvo casada con el periodista y pionero de la radio y televisión boliviana, Mario Castro, por más de 60 años. La familia incluye a sus dos hijas, cuatro nietos y una bisnieta. Su hija Marcela fue parte del trabajo de producción de algunas de las obras teatrales grabadas para el canal estatal. 
La madrugada del 21 de mayo de 2015, Mabel Rivera Salinas falleció en La Paz. Desde entonces, la comunidad teatral boliviana e instituciones dedicadas al ámbito cultural han mantenido vivo su legado a través de homenajes en distintos espacios.

## Trayectoria profesional
En la década de los años 70, Rivera por invitación del presidente de la empresa de televisión boliviana, Javier Jordán Jimeno, creó el grupo El Arlequín, que se transmitió semanalmente por Canal 7 durante casi 13 años. Este proyecto era un teatro para televisión que se desarrolló con la colaboración de la bailarina de ballet y profesora de expresión corporal Martha Torrico. Junto a Torrico fundó el Estudio de Artes para la formación de niños en teatro.
Dirigió el Taller de Teatro para Niños del Instituto Boliviano de Cultura (IBC). Entre sus producciones destacaron: La caperucita Ye Ye, La cenicienta pop, El flautista de Hammelin, El principito y Las travesuras de Till Eulenspiegel, siendo esta última la primera serie teatral boliviana vendida al extranjero. Un canal de Paraguay compró ocho capítulos de este programa que no tiene rastros en la televisión boliviana. Sobre esta época resalta que el canal estatal tenía un estudio en la ciudad de El Alto, donde se grababa la puesta en escena sin cortes pues inicialmente no se podía editar el material. Por otra parte el canal se encargaba del vestuario, escenografía, utilería y el pago a los actores, lo que permitía llevar a cabo filmaciones de calidad.
Rivera amplió su obra a espacios más formales y adultos, entre las que destacan obras como Otelo, Macbeth, Fedra y Santa Juana de América sobre la vida de Juana Azurduy, interpretada por la actriz Norma Merlo. En 1989, junto a Hugo Ara, dirigió la producción teatral El Hombre de la Mancha, basada en Cervantes. También produjo musicales como Amor sin barreras, Los miserables y Notre Dame de París. Además, fue directora y actriz de radioteatros en radio Illimani y radio Altiplano, también participó en varios paneles y mesas redondas en el país y el exterior como Directora de Teatro.
En 1997 fue nombrada Directora del Departamento de Teatro de la Secretaría Nacional de Cultura (entonces IBC). Se destacó también por su labor como formadora de nuevos artistas, preparando actores, técnicos y profesionales escénicos.

## Reconocimientos
En 2006 fue homenajeada con la Medalla al Mérito Cultural por el Gobierno de Bolivia, Adicionalmente, recibió distinciones municipales y académicas, como la Gran Tea de la Libertad de Oro Pedro Domingo Murillo reconocimiento en Festivales de Teatro en las ciudades de Sucre y Santa Cruz.